# Martin Roussel
Martin Roussel (* 1978) ist ein deutscher Germanist.

## Leben
Nach Abschluss des Studiums der Germanistik, Pädagogik und Philosophie mit einer Arbeit über Robert Walsers Mikrographie (Promotion 2007) war er seit November 2006 wissenschaftlicher Mitarbeiter, von 2007 bis 2013 Akademischer Rat a. Z. am Institut für deutsche Sprache und Literatur I der Universität zu Köln. Er ist wissenschaftlicher Geschäftsführer des „Internationalen Kollegs Morphomata“ (2009–2021) bzw. des Erich Auerbach Institute for Advanced Studies (seit April 2021) und nach der Habilitation 2019 Privatdozent für neuere deutsche Literaturwissenschaft am Institut für deutsche Sprache und Literatur I der Universität zu Köln.
Seine Forschungsschwerpunkte sind Literatur vom 18. bis 20. Jahrhundert (u. a. Kleist, Nietzsche, Musil, R. Walser), Literatur und Philosophie, Grammatologie der Literatur, Schnee-Literatur und (literarische) Ethologie.

## Werke
- Matrikel. Zur Haltung des Schreibens in Robert Walsers Mikrographie. Basel 2009, ISBN 978-3-86109-187-5.
- mit Thierry Greub (Hg.): Figurationen des Porträts. Paderborn 2018, ISBN 3-7705-6223-2.